# پارک شهر
پارکِ شَهْر قدیمی‌ترین پارک شهر تهران است. این پارک که در منطقه ۱۲ در مرکز تهران در محدوده خیابان‌های خیابان خیام و شهید فیاض‌بخش قرار دارد. این پارک در بیست و پنجم اسفند ۱۳۲۹ در زمینی که پیش از این با تخریب بخشی از محله سنگلج چندین سال خالی مانده بود، گشایش یافت. مساحت این پارک تقریباً ۲۵ هکتار است و ۸ در ورودی دارد. درون این پارک: موزه صلح تهران، آکواریوم پارک شهر تهران، استخر، ورزشگاه، کتابخانه، سایت پرنده نگاری و فرهنگسرا وجود دارد.
این بوستان از جنوب به خیابان بهشت، از شمال به خیابان فیاض بخش، از خاور به خیابان خیام (تهران) و از باختر به خیابان وحدت اسلامی    محدود می‌شود.

## تاریخچه
در دهه بیست خورشیدی شهرداری تهران تصمیم‌گرفت زمین‌های سنگلج را برای پرداخت وام‌هایی که گرفته بود، به فروش بگذارد. موضوع در حضور شاه و نخست‌وزیر وقت به بحث گذاشته شد و همه بر این عقیده شدند که این زمین‌ها باید به پارک تبدیل شود.

محصور کردن پارک و آغاز درختکاری در آن در زمان شهرداری ابوالحسن ابتهاج آغاز شد. بتدریج، ادارات و مؤسسات و سازمان‌های مختلف کوشیدند محلی در پارک شهر برای خود بگیرند و در آن ساختمانی بسازند. ابتهاج در برابر این تلاش‌ها ایستاد و در هجدهم اسفند ۱۳۳۳ پانزده نماینده مجلس سنا طرحی پیشنهاد دادند که هرگونه ساخت و ساز را در پارک شهر ممنوع می‌کرد.

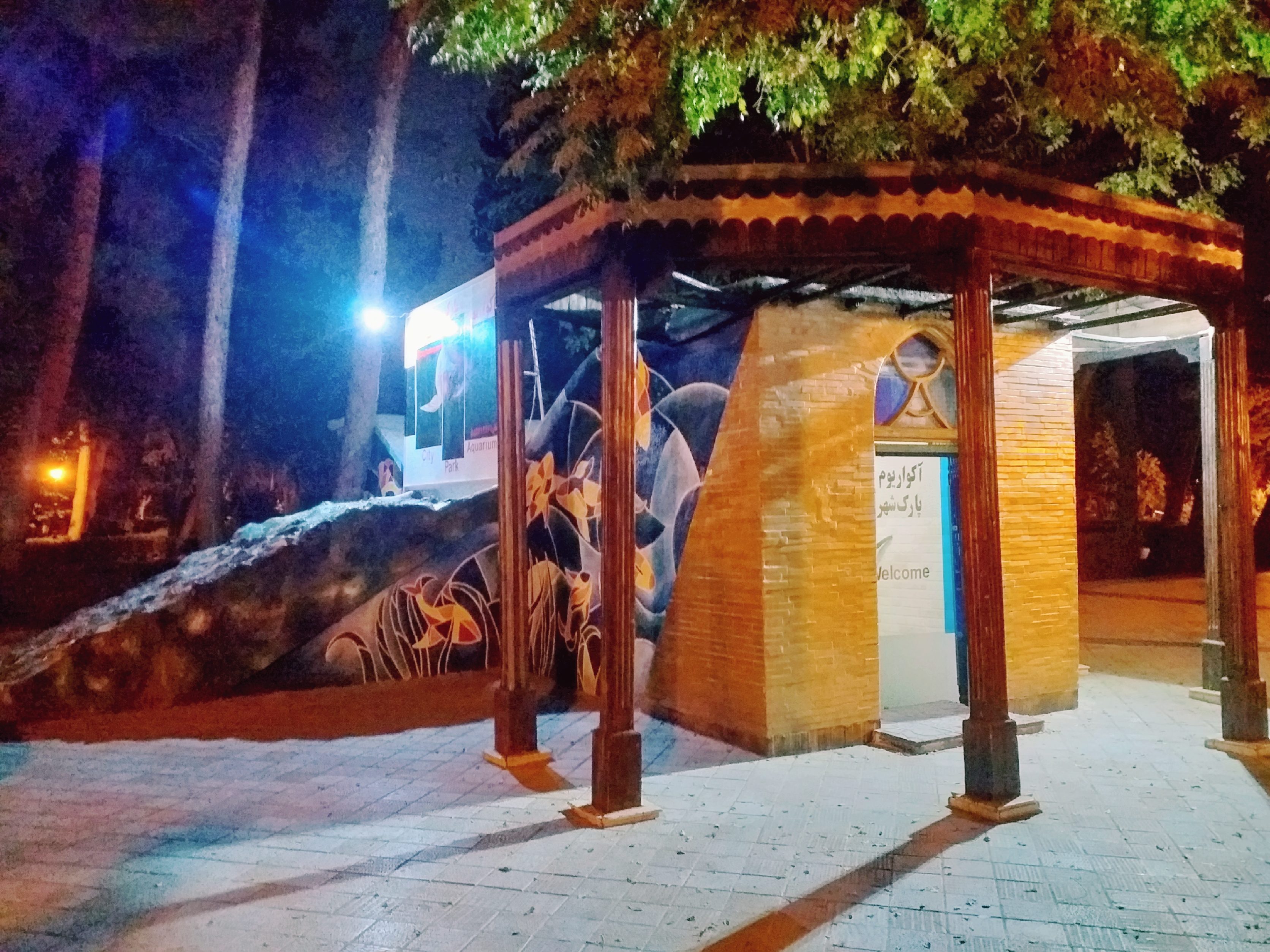

## اماکن درون و پیرامون پارک

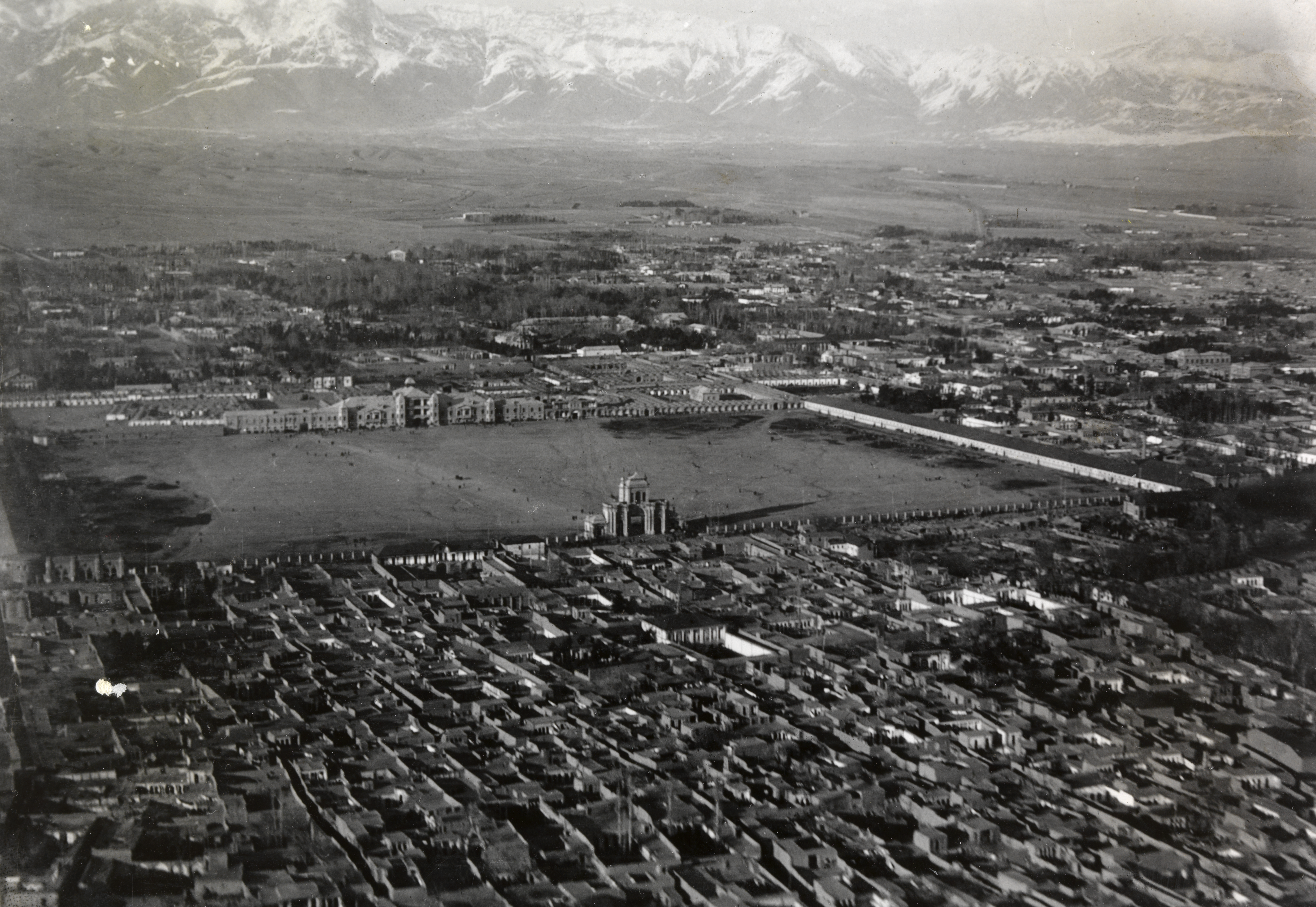
پارک شهر بر روی بخشی از محله سنگلج (ضلع جنوبی میدان مشق در عکس بالا) ساخته شد. عکس بین سالهای ۱۳۰۴ تا ۱۳۰۷ گرفته شده است.

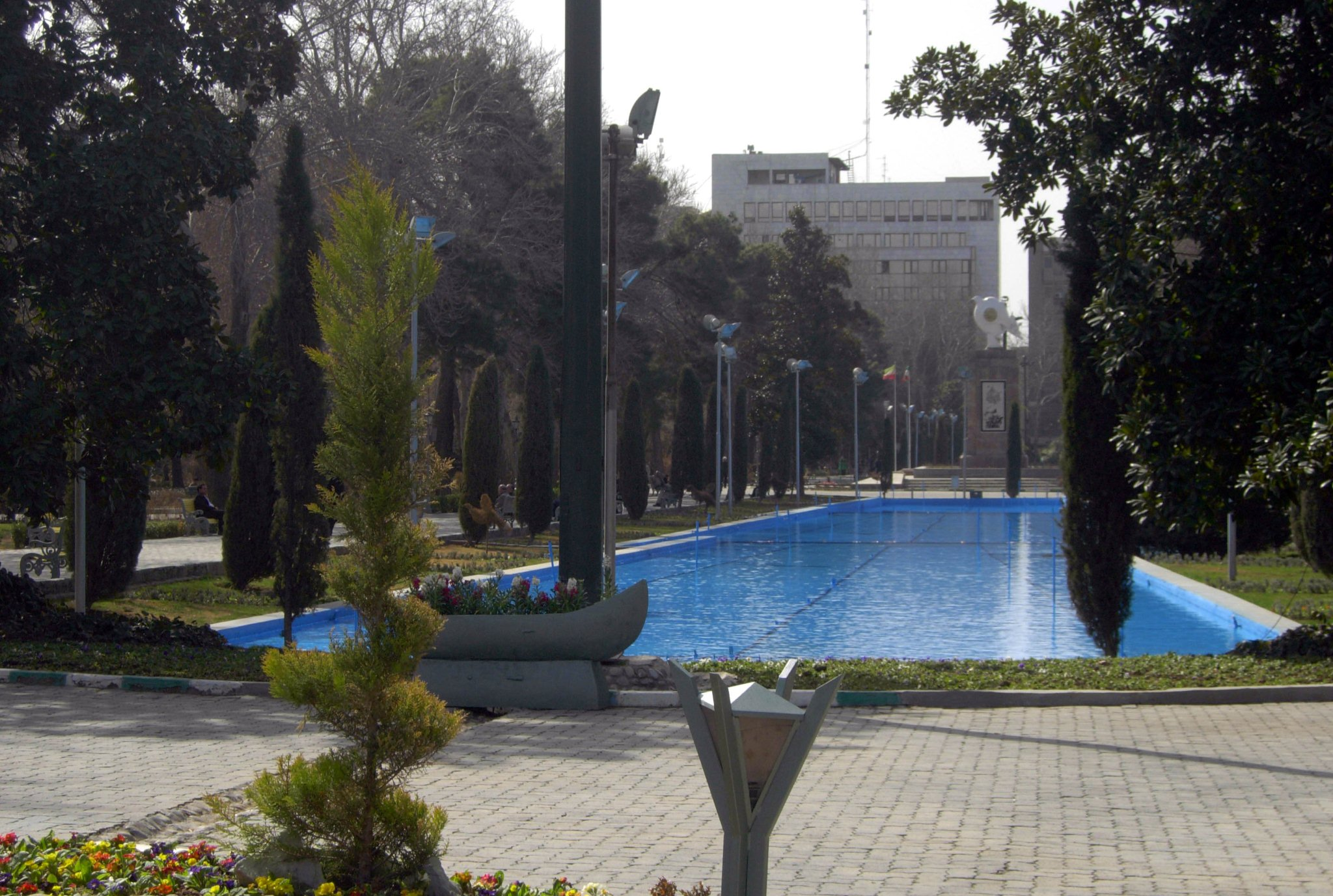
پارک شهر تهران

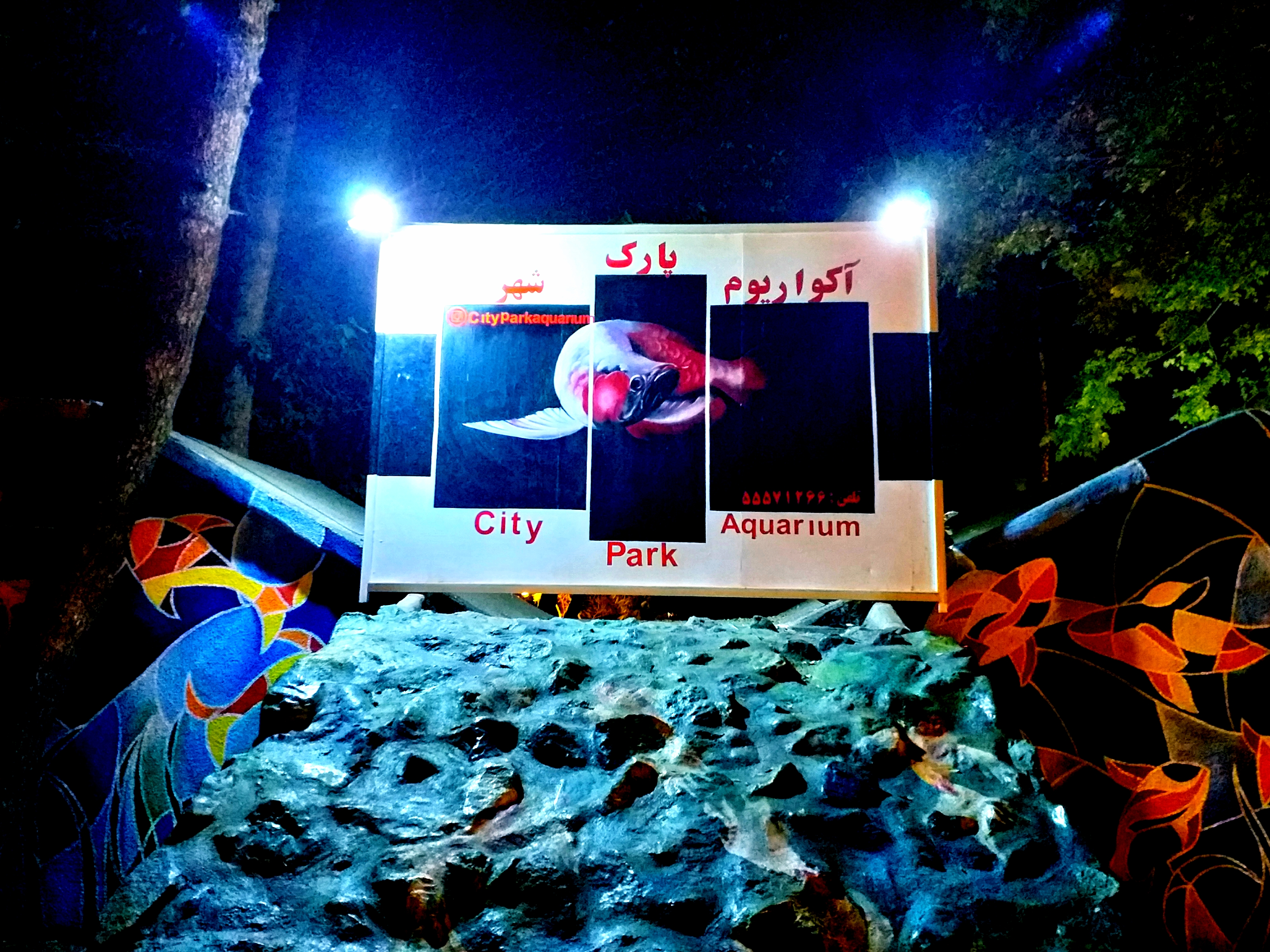
تابلوی ورودی آکواریوم پارک شهر تهران

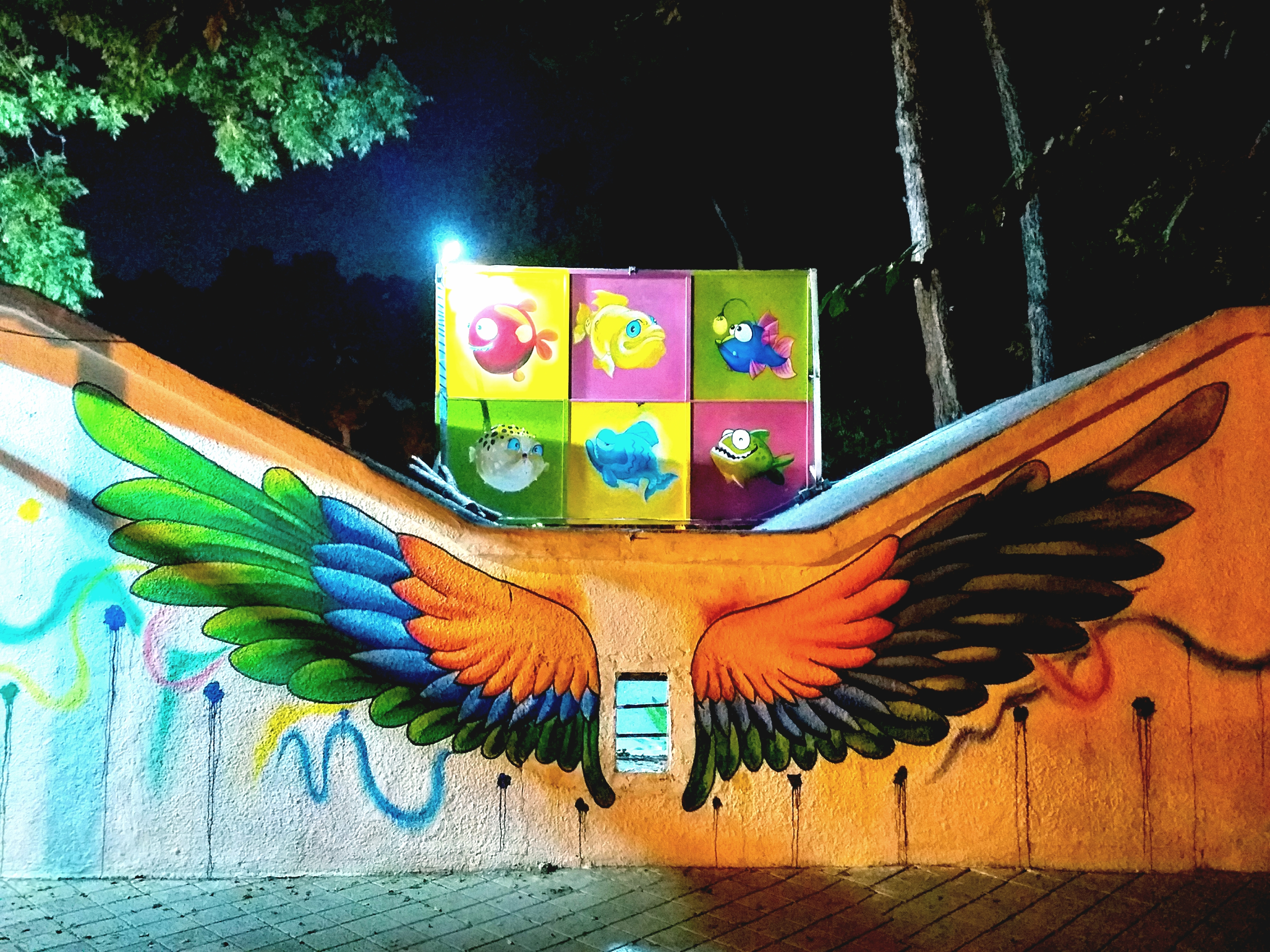
بال فرشته محوطه آکواریوم پارک شهر تهران

### درون پارک
- موزه صلح تهران
- آکواریوم پارک شهر تهران
- باغ پرندگان
- کتابخانه مرکزی پارک شهر
- سایت پرنده نگری پارک شهر
- شهربازی
- پیست دوچرخه سواری

### پیرامون پارک
- اداره آب و فاضلاب (منطقه ۴)
- دیوان عدالت اداری
- پزشکی قانونی
- تالار سنگلج
- شهرداری تهران
- ساختمان شورای اسلامی شهر تهران
- روزنامه رسمی کشور
- کانون جهانگردی و اتومبیل رانی ایران
- وزارت دادگستری
- ورزشگاه شهدای هفتم تیر
- تحقیقات علوم آزمایشگاهی
- درمانگاه خیریه صالح
- مرکز تلفن قندی

## سایت پرنده‌نگری
پرنده‌نگری یکی از شاخه‌های طبیعت‌گردی است که سال‌هاست در میان علاقمندان به طبیعت طرفداران بسیاری پیدا کرده است. پرنده‌نگران با استفاده از دوربین دوچشمی و کتاب راهنمای پرندگان به مشاهده و ثبت این جانوران می‌پردازند. از آن جا که پرندگان را در همه جا می‌توان یافت، این تفریح به سرعت در میان عموم مردم در همه جای دنیا محبوبیت یافته است.
با توجه به قدمت و تنوع گونه‌های گیاهی پارک شهر، برای اولین بار در تهران، سایت پرنده‌نگری پارک شهر به منظور آشنایی بیشتر شهروندان با پرندگان در آذر ۱۳۹۳ خورشیدی راه‌اندازی شد. این مجموعه که مجهز به دوربین‌های دوچشمی و تلسکوپ است، در مرکز پارک و جنب فنس پرندگان قرار دارد و علاقمندان می‌توانند هر روزه با راهنمایی کارشناسان به پرنده‌نگری در پارک بپردازند. تاکنون بیش از ۴۰ گونه پرنده در پارک شهر شناسایی شده که شامل پرندگان ساکن، مهاجران زمستانی و تابستانی و مهاجران عبوری است.

## موزه صلح
موزه صلح پارک یکی از مهم‌ترین جاذبه‌های فرهنگی تهران است. بدیهی است که با توجه به گسترش جنگ‌ها و اتفاقات ناگواری همچون آن‌ها، ایده ایجاد موزه‌هایی که به اهمیت صلح و جلوگیری از جنگ بپردازد، ضروری است! به‌طور کلی هدف از ایجاد این موزه‌ها، واقع‌نمایی از مسائلی چون جنگ و آگاهی بخشی و نشان دادن عواقب ناگوار جنگ و صدمات و خسارات وارد شده بر انسان‌ها و محیط زیست است. در این موزه شما می‌توانید از انواع ابزارها و آلات جنگی از قبیل ماسک‌های حفاظت از گازهای شیمیایی، سلاح‌های شیمیایی مانند بمب‌های خوشه‌ای و مین بازدید کنید.
خوب است بدانید که موزه صلح دارای بخش‌های دیگری مانند کتابخانه صلح است و تعداد زیادی کتاب با مضمون جنگ در خود جای داده است. همچنین گالری هنر دارای آثار نمادین صلح، بخش‌های استودیو جهت ثبت گزارش‌ها و آموزش‌های شفاهی، کارگاه‌های آموزشی و بخش‌های مجازی است. همایش‌ها و مراسم‌های متعددی نیز به مناسبت‌های گوناگون در موزه صلح برگزار می‌شوند.

## کتابخانه پارک شهر
کتابخانه پارک در سال ۱۳۳۰ در محل دفتر سابق پارک افتتاح شد؛ سپس از سال ۱۳۴۰ به محل فعلی رستوران سنگلج منتقل شد و سرانجام در سال ۱۳۵۰ به ساختمان فعلی کتابخانه منتقل شد؛ ساختمان فعلی با کمک شرکت ملی نفت ساخته شد. این ساختمان از سال ۹۵ تا ۹۸ بازسازی شد.
کتابخانه پارک از بخش‌هایی نظیر نشریات، ایثارگران، مرجع، پیک فرهنگ، بخش کودک، امانات و خدمات فنی تشکیل شده است. همچنین خوب است بدانید که بخش نشریات این کتابخانه از سال ۱۳۶۰ فعالیت خود را آغاز کرده است. یکی از قابل توجه‌ترین بخش‌های این کتابخانه، بخش کودک آن است که بسیاری از خانواده‌ها، به همراه کودکان خود به آن مراجعه می‌کنند.

## دریاچه پارک شهر تهران
یکی دیگر از بخش‌های این پارک، دریاچه مصنوعی است که در قلب این پارک جای خوش کرده است و قدمتی ۷۰ ساله دارد.

## حوض مرکزی و فواره‌های پارک شهر
در بخش میانی این پارک استخر نسبتاً بزرگی است با فواره و رقص پلکانی آب

## آکواریوم پارک شهر
وجود آکواریومی در ضلع جنوب شرقی این پارک یکی دیگر از جاذبه‌های پارک است.

## نگارخانه

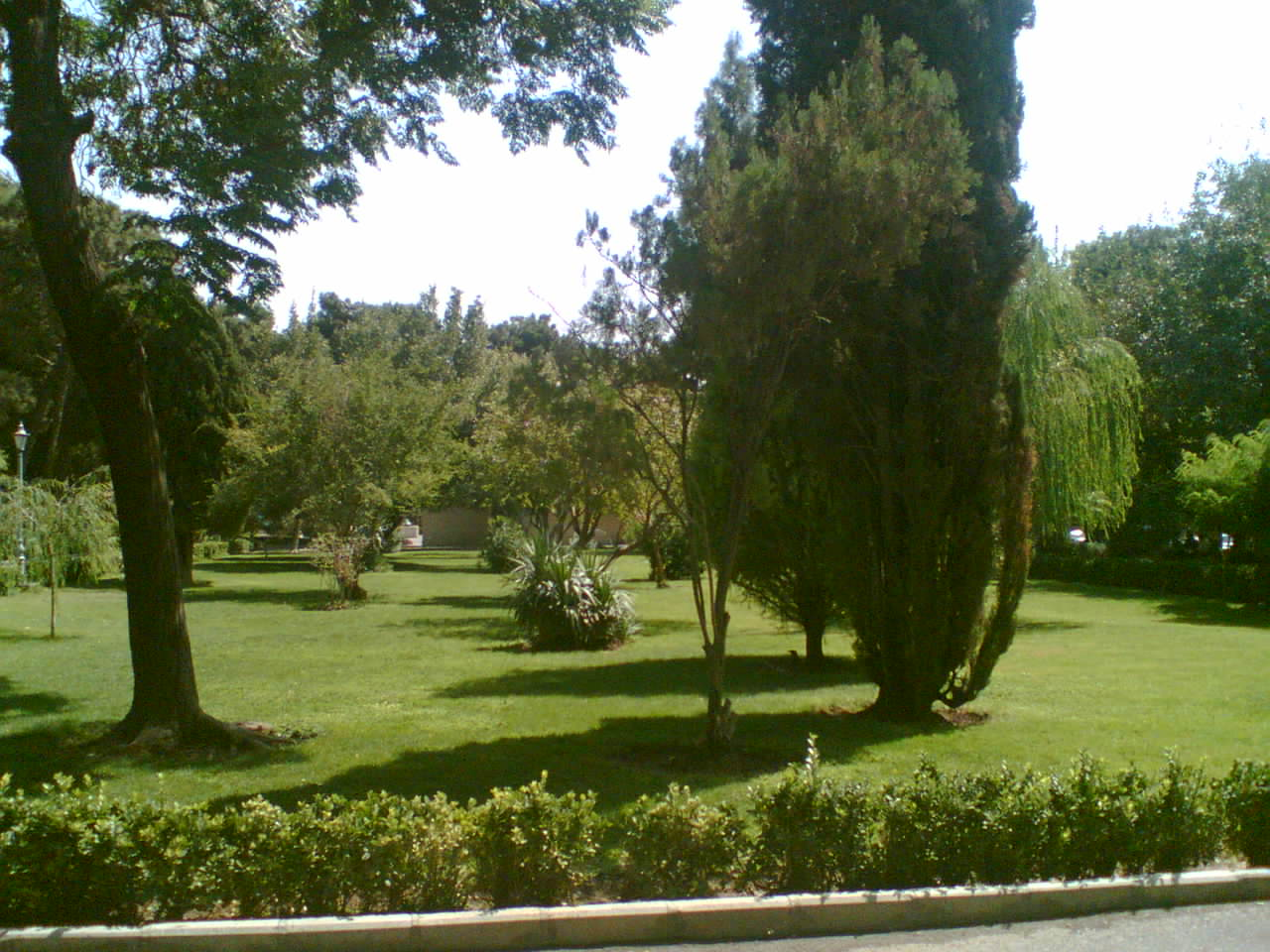
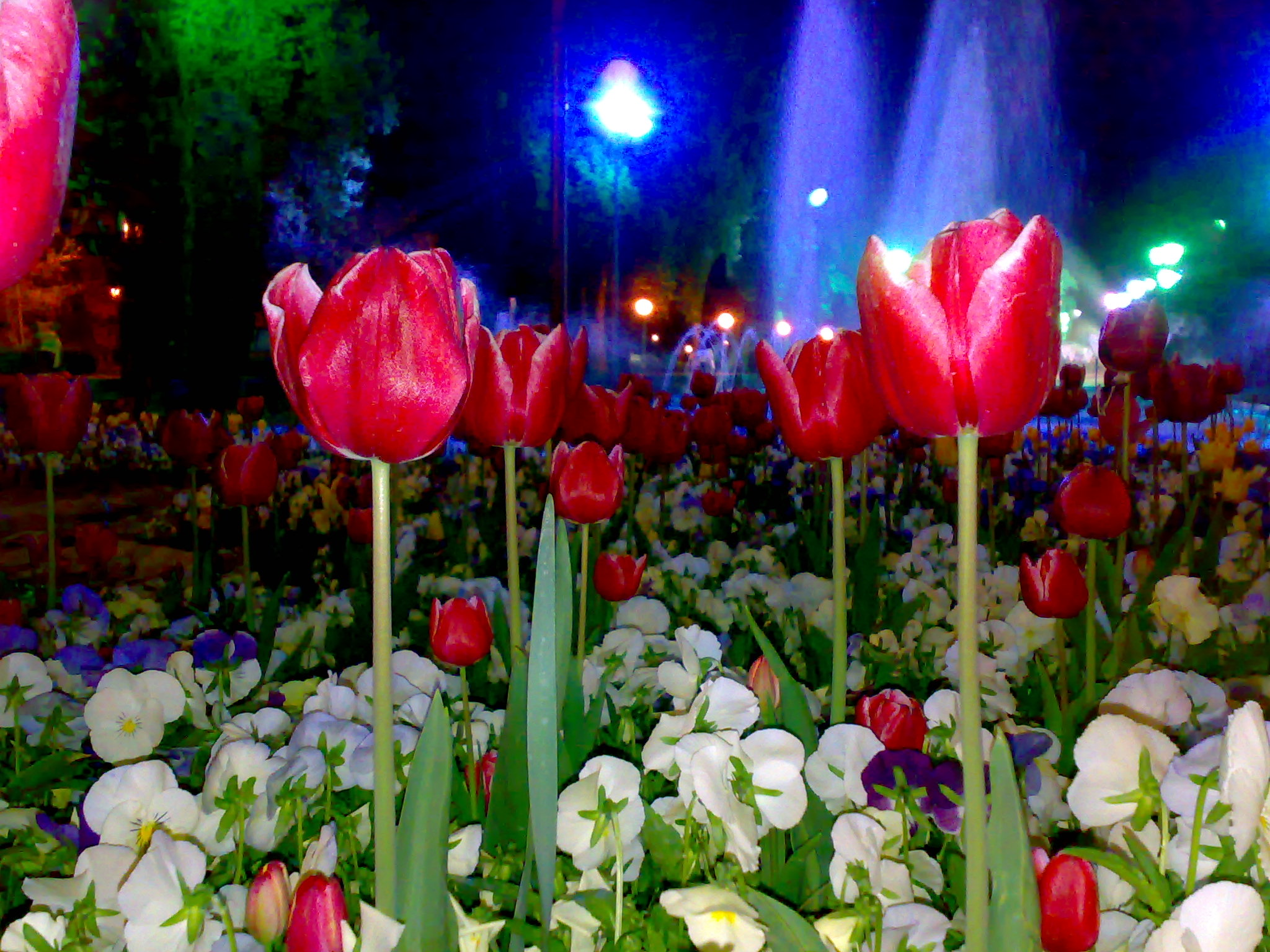